# Afrodita (instrumental de Los Pekenikes)
Afrodita es un tema instrumental que ocupa la cara B del sencillo Cuchipe, que representa el lado Pekenikes aún más que la cara A del sencillo, solo que es notablemente más "marchoso" que el tradicional sonido del grupo.

## Miembros
- Toni Obrador - Guitarra solista
- Yamel Uribe - Bajo eléctrico
- Tony Luz - Guitarra rítmica
- Guillermo Acevedo - Batería
- Pedro Luis García - Trompeta
- Rodrigo García - Guitarra
- Álvaro Serrano - Trompeta
- Juan Jiménez - Flauta